# 刘礼祖
刘礼祖（1955年7月—），江西宜丰人，1976年6月加入中国共产党，1978年10月参加工作，中央党校函授学院党政管理专业本科班毕业，中央党校在职研究生学历。第十一届全国人民代表大会江西地区代表。
曾任抚州地委委员、行署常务副专员、地委副书记；抚州市（地）委副书记、市长（行署专员）；江西省经贸委副主任、省中小企业局（乡镇企业局）局长。2004年3月，担任江西省林业厅厅长，2005年12月起兼任党组书记。2008年起担任全国人大代表。2012年2月，当选政协江西省第十届委员会副主席。2016年1月，因严重违纪被免职并撤销其政协江西省第十一届委员会委员资格。同年1月29日，中纪委宣布，刘礼祖因严重违纪，受到开除党籍处分，降为科员。